# Agudas Chasidei Chabad
Agudas Chasidei Chabad (en hebreo: אגודת חסידי חב"ד) es una organización paraguas de la dinastía jasídica Jabad Lubavitch. Administra las tres organizaciones centrales de Jabad Lubavitch: el Fondo Machne Israel, Merkos L'Inyonei Chinuch, y Tomjei Tmimim. El presidente del Comité Ejecutivo es el Rabino Abraham Shemtov.

## Historia
Agudas Chasidei Chabad fue fundada por el sexto rebe de Lubavitch, el rabino Iosef Itzjak Schneerson en 1923. En 1940, a su llegada a los Estados Unidos, asumió el cargo de presidente y en 1941, a la llegada de su yerno, el rabino Menachem Mendel Schneerson, lo nombró director ejecutivo.
Después de la muerte de Iosef Itzjak Schneerson en 1950, su yerno, el rabino Menachem Mendel Schneerson le sucedió como presidente de Agudas Chasidei Chabad. Desde entonces, Agudas Chasidei Chabad ha servido como la organización paraguas del movimiento Jabad Lubavitch. En 1984 Schneerson seleccionó a varias personas nuevas para servir en la junta. En marzo de 1990, los documentos fueron modificados una vez más, y el Rabino Schneerson seleccionó a un total de 22 individuos para servir como miembros de la junta directiva de la organización.

## Propiedad del 770 de Eastern Parkway
En 2010, un juez del estado de Nueva York falló a favor de Agudas Chasidei Chabad, al decidir sobre una disputa de propiedad entre la organización y los Gabayim de la sinagoga ubicada en el número 770 de la Avenida Eastern Parkway. El tribunal ordenó a los Gabayim que entregaran a Agudas Chasidei Chabad la posesión de los locales del 770 de la Avenida Eastern Parkway.

## Biblioteca de Agudas Chasidei Chabad
Durante la Segunda Guerra Mundial, Iosef Itzjak Schneerson fue forzado a huir de la URSS y marchó a Polonia. El gobierno soviético le dio permiso para llevar consigo muchos de sus textos religiosos de su biblioteca. En marzo de 1940, el rabino Iosef Itzjak logró escapar de Europa hacia los Estados Unidos, pero se vio obligado a abandonar su biblioteca. En la década de 1970, muchos de los textos fueron recuperados en Polonia y devueltos a Jabad. La biblioteca de Agudas Chasidei Chabad contiene más de 250.000 libros y más de 100.000 cartas, artefactos e imágenes.